# Ian McDiarmid
Ian McDiarmid (1944. augusztus 11. –) Tony-díjas skót színész, rendező. Rengeteg televíziós filmben és főként Shakespeare-darabokban szerepelt, de a világon a legtöbben Palpatine-ként ismerik, akit a Csillagok háborújában alakított. 1976 óta aktív színész.